# Nicolò Contarini
Nicolò Contarini (ur. 1553  – zm. 1631) – doża wenecki od 1630 roku.